# クロイソスの金貨

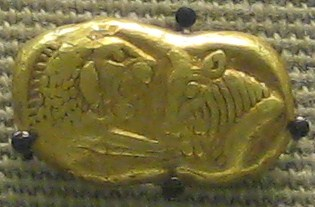
クロイソスの金貨

クロイソスの金貨（クロイソスのきんか）は紀元前550年頃、リディア王国クロイソス王治世下に使用されていた金貨。世界初の金貨とされており（世界で初めて硬貨を導入したのもリディア王国）、安定した通貨によって取引が簡単になったため、多くの商人はリディアで取引を行うようになった。